# Kieferlose
Die Kieferlosen (Agnatha) galten ehemals als eine ursprüngliche Gruppe der Wirbeltiere, die heute bis auf die Neunaugen und die Schleimaale komplett ausgestorben sei. Als Kennzeichen galt, dass sie keinen Kiefer besitzen, aber im Gegensatz zu den Schädellosen einen Schädel besaßen.
Man nahm an, die Blütezeit der Kieferlosen habe mit mehreren hundert Arten im Kambrium gelegen, in dem sie sich entwickelt und ausgebreitet haben. Die ausgestorbenen Gruppen wurden als Ostracodermi zusammengefasst. Man ging davon aus, dass viele Arten damals als Ersatz für einen echten Kiefer entweder frei im Maul sitzende Zähne oder aber zahnartige Auswüchse am damals häufigen Kopfpanzer (Ostracodermi) entwickelten. Ihre Zeit habe mit dem Auftreten der ersten Fische mit Kiefern geendet, die sich bei diesen Tieren aus den vordersten Kiemenbögen entwickelt hatten.
In moderner Taxonomie wird das Taxon der Kieferlosen nicht mehr verwendet, da es paraphyletisch ist. Das Fehlen von Kiefern ist lediglich ein ursprüngliches Merkmal. Die einzige rezente Agnathen-Klasse, die Rundmäuler (Cyclostomata), ist dagegen die Schwestergruppe der Kiefermäuler (Gnathostomata), und beide zusammen sind die einzigen rezenten Vertreter der Wirbeltiere. Cyclo- und Gnathostomen zusammen bilden das Taxon Myopterygia, weil Skelettmuskeln bei ihnen an Flossenstrahlen Ansatz gewinnen, was bei den Schleimaalen nicht der Fall ist.